# Shkëlqim Cani
Shkëlqim Cani, född 6 maj 1956, är en albansk ekonom.
Han var centralbankschef för Albaniens bank, som är centralbanken i Albanien, från augusti 1997 till oktober 2004, då Ardian Fullani tog över befattningen.